# Ideologija
Ideologija (gr. ἰδέα = ideja in λόγος = logos, vedenje)  je večznačen izraz, katerega pomen je odvisen predvsem od konteksta uporabe. V najširšem pomenu bi ga lahko opredelili kot vse tiste ideje o družbi (umetnosti, vzgoji, politiki, ...), ki si jih deli določena skupina ljudi. V tem smislu je to skupek vrednot in prepričanj. Lahko pa se ideologija nanaša tudi na prepričanja, ki so na neki način napačna ali izkrivljena. V tretjem smislu  je to skupek prepričanj o skoraj vsem, kar vključuje tudi vsakodnevno omiko, ne glede na to, ali so ta prepričanja pravilna ali ne.

## Prvotni pomen
Izraz naj bi prvi uporabil Étienne Bonnot de Condillac (1715-1780), populariziral in uveljavil pa Destutt de Tracy (1754-1836; avtor dela Eléments d'idéologie) z ostalimi senzualističnimi misleci, zbranimi okoli njega. Oba omenjena sta bila francoska razsvetljenska misleca. De Tracy je imel v mislih nekakšno znanost idej, ki jo je opisal kot del zoologije, medtem ko je njen namen opredelil kot spoznanje izvorov idej in odkrivanje odnosa med njimi. Praktični cilj takega razumevanja je bil postaviti nove temelje izobraževanju, ki ne bi bili omejeni z religioznimi ali metafizičnimi predsodki.
Toda kmalu je ideologija dobila slabšalni prizvok. Tako naj bi Napoleon (1769-1821) kritiziral te iste mislece, katedrske filozofe, ter jim je očital, da se izgubljajo v praznem razglabljanju in v abstrakcijah, namesto da bi se ukvarjali z resničnostjo, ki je edina pomembna za politično akcijo. Poimenoval jih je zanesenjaške politične idealiste, ki jim je življenje tuje. V tem smislu je torej ideologija (oziroma ideolog) že pridobila negativni pomen.

## Razvejani pomen
Čeprav je bilo v 19. stoletju še vedno zaznati prvotni pomen ideologije, je vendarle ta izraz vse bolj opisoval nekakšno oviro racionalnemu mišljenju. Slednji pomen je prevladal v 20. stoletju.
Z ideologijo so se veliko ukvarjali marksisti, ki so pomen nekoliko razvejali. »Klasiki marksizma« so ideologjo razumeli kot: 
- vseobsegajoči miselni svet in duhovno življenje določene dobe,
- tako imenovano nadgradnjo nad družbeno in ekonomsko bazo nekega sistema,
- politično doktrino,
- zavestno ali nezavestno idealiziranje ali prikrivanje lastnih interesov (razreda, sloja, politične stranke, gibanja idr.),
- lažno, napačno, fetišizirano zavest in spoznanje, ki izhaja iz razredne determiniranosti in omejenosti nosilcev,
- razumevanje idej, ki so v tem pogledu spodbujevalci zgodovinskega razvoja.

Karl Marx in Friedrich Engels sta ideologijo videla predvsem kot družbeno zavest razrednega obdobja človeškega razvoja, torej kot tisto zavest, v kateri se odražajo razredne omejenosti človeka nasproti naravi, proizvodom dela in drugemu človeku. Človek potemtakem v družbi postane suženj lastnih proizvodov zavesti. Tak primer opazimo pri religiji. In tak obrat, odtujevanje proizvoda človekove zavesti je Marx označil za ideologijo. Slednja povzoča, da »je človeštvo in njegove okoliščine videti postavljene na glavo kot v cameri obscuri«. ta stavek je moč razumeti tudi tako, da lahko učinek ideologije vidijo samo tisti, ki stojijo zunaj nje. Ideološko razmišljanje naj bi bilo potemtakem nekaj, čemur naj bi se izogibali. Nekateri drugi marksisti, kot je bil Louis Althusser (1918-1990), so ideologijo videli kot zavajajočo, toda hkrati tudi neizbežno.
Med znamenite izreke o ideologiji sodi misel Engelsa, ki je v pismu 14. julija 1893. leta nemškemu politiku in publicistu Franzu Mehringu pojasnil: »Ideologija je zavestni proces tako imenovanega misleca, vendar z napačno zavestjo.«

## Sodobna pojmovanja (družboslovje, humanistika)
V sodobni sociologiji oziroma družboslovju je veliko razpravljanja o tem, kaj ideologija pomeni. Opaziti pa je tri najbolj razširjene tendence:
- ideologija pomeni specifične vrste skupinskih prepričanj,
- ideologija kot vrsta popačenih oziroma napačnih skupinskih prepričanj
- ideologija kot vrsta prepričanj neke skupine, ki obsegajo vse, od znanosti in religije do vsakodnevnih vrednot omike, ne glede na to, ali so ta prepričanja napačna ali pravilna. (Glej svetovni nazor.)

Prvi pomen je značilen zlasti za ameriško politologijo, ki ideologijo razume kot sklop prepričanj, ki obkrožajo nekaj osrednjih vrednot. Po tem razumevanju semkaj sodijo: komunizem, fašizem in različne oblike nacionalizmov. (Glej politični nazori.)
Drugi pomen, torej ideologija kot popačenje, izhaja iz marksistične misli, ki ideologijo tesno veže z obstojem oziroma pripadnostjo družbenim razredom. Ekonomska baza in pripadnost razredu torej v kapitlističnem sistemu popačita sliko realnosti.
Tretji pomen priznava, da so vsa prepričanja tako ali drugače družbeno determinirana, vendar pri tem ne izpostavlja, denimo, ekonomske baze ali družbenega razreda kot dominantnega povzročitelja popačenja.